# Leezen (Mecklembourg)
Pour les articles homonymes, voir Leezen.
Leezen est une commune rurale du Mecklembourg en Allemagne du nord-est appartenant à l'arrondissement de Ludwigslust-Parchim (État du Mecklembourg-Poméranie-Occidentale). Outre le village de Leezen, la commune regroupe les villages de Görslow, Panstorf, Rampe et Zittow.

## Géographie
Leezen se situe sur la rive orientale du lac de Schwerin.

## Architecture
- Manoir de Leezen, construit en style néogothique en 1850
- Église de Zittow (XIIIe siècle)
- Église de Görslow (néoclassique)